# Közönséges polip
A közönséges polip (Octopus vulgaris) a fejlábúak (Cephalopoda) osztályának Octopoda rendjébe, ezen belül az Octopodidae családjába tartozó faj.

## Előfordulása
A közönséges polip az egész világon megtalálható, de előnyben részesíti a meleg tengereket. Ennek megfelelően az Északi-tengerben meglehetősen ritka. A közönséges polipot egyesek megeszik, ezért halásszák is.

## Megjelenése, felépítése
Testhossza legfeljebb 3 m; karjai 1,8—2 m-ig nőhetnek. Tömege 25 kg-ig terjed; a nőstény 1000, a hím 100 g tömeggel kifejlettnek számít. Fényérzékeny bőre gyorsan változtatja a színét, hogy alkalmazkodjon környezetéhez. Nyolc karja segítségével úszik, mászik, harcol, fészket épít, megragadja áldozatát és ivadékot gondoz. A szívókorongok idegvégződései információkat továbbítanak a környezetről. Három szíve van, de mivel ezek kis teljesítményűek, nem tud hosszú ideig harcolni, inkább elmenekül. Szeme a látásélesség érdekében képes helyzetet változtatni. Amíg az állat mozog, a szem vízszintes helyzetű. A szemet nagy szemhéj védi. Testredőiben rejtőző tintazacskóban tárolt tintát ellenségei megzavarására használja. Mivel nincs csontja, alakja nagyon változékony, és akár apró nyílásokba is bepréselheti magát. A világ legjobban álcázó állata: tökéletesen utánozza a környezet színeit, és különleges izomösszehúzódásokkal még bőrfelületét is a környezet egyenetlenségeihez hasonló felületté változtatja.

## Életmódja
Magányosan él; főleg rákokat, csigákat, halakat és kagylókat eszik. Prédáját lassan, óvatosan, magát álcázva közelíti meg, majd emésztőnedvet fecskendez rá. A nedvtől az áldozat elkábul, majd elpusztul és részben fel is oldódik.
A Rhombozoa törzsbeli Conocyema polymorpha, Dicyema monodi, Dicyema typus, Dicyema acuticephalum, Dicyema aegira, Dicyema bilobum, Dicyema japonicum, Dicyema misakiense és Dicyema typoides élősködnek a közönséges polipban. A testén pedig a következő evezőlábú rákok (Copepoda) élnek: Octopicola superba, Octopicola superba antillensis és Octopicola superba superba.

## Szaporodása
A nőstény 1,5-2 évesen éri el az ivarérettséget, a hím már korábban. Párzás közben a hím spermatofórákat (hímivarsejtcsomagokat) pumpál egy különlegesen kiképzett párzókaron (hectocotylus) át a nőstény köpenyüregébe, hogy megtermékenyítse a petéket. A megtermékenyítés után egy héttel a nőstény 150 000 petét is rakhat, ezeket 4-6 hétig gondozza. A frissen kikelt kis polipok 3 milliméter hosszúak. A nőstény a szaporodás után, körülbelül 2 évesen rendszerint elpusztul, a hím tovább él.